# Pernille Blume
Pernille Blume, také Pernille Blumová (* 14. května 1994 Herlev) je dánská plavkyně, která soutěžila na Letních olympijských hrách 2012 a na Letních Olympijských hrách 2016 se stala olympijskou šampionkou v disciplíně 50 m volný způsob.

## Osobní život
Narodila se 14. května 1994 v Herlevu, v regionu Hovedstaden, v Dánsku.

## Plavecká kariéra
Plave za klub Sigma Nordsjælland v Dánsku.
Na Letních olympijských hrách 2012 v Londýně soutěžila v dánském týmu v pěti různých disciplínách. V závodě na 50 metrů volným způsobem se jí nepodařilo postoupit z rozplaveb, když skončila osmá ve své rozplavbě a šestadvacátá celkově. V závodě na 100 metrů volným způsobem opět byla vyřazena v rozplavbách, když doplavala v rozplavbě šestá a devatenáctá celkově. Ve své rozplavbě na 200 metrů volným způsobem zvítězila, ale celkové 24. místo nestačilo na postup do semifinále. Ve štafetě na 4 × 100 m volným způsobem se spolu s Mie Nielsen, Lotte Friis a Jeanette Ottesen kvalifikovala do finále, kde zaplavaly nový dánský národní rekord 3:37.45. Ve štafetě 4 × 100 m polohově společně s Nielsen, Ottesen a Rikke Pedersen ve finále skončily sedmé. Později v roce 2012 vyhrála zlatou medaili na Mistrovství světa v plavání v krátkém bazénu 2012 ve štafetě na 4 × 100 m polohově. Také získala bronzovou medaili ve štafetě na 4 × 50 metrů volný způsob.
Na Mistrovství světa v plavání v krátkém bazénu 2014 vyhrála s Nielsen, Pedersen a Ottesen zlatou medaili a vytvořily nový světový rekord na 4 × 50 m polohově. Kvarteto také vyhrálo zlatou medaili v závodě na 4 × 100 m polohově.
V roce 2016 vyhrála 50 m volným způsobem na Danish open gala. Následně byla vybrána, aby soutěžila na Letních olympijských hrách 2016 v Rio de Janeiro, v Brazílii, kde vyhrála 50 metrů volným způsobem a také soutěžila v disciplínách 100 metrů volný způsob, 4 × 100 m volný způsob a 4 × 100 m polohově. V polohové štafetě plavala poslední úsek, a tím přispěla k zisku bronzové medaile dánské štafety, která doplavala jen jednu setinu za stříbrnou štafetou Austrálie.
Její vítězství na 50 m volným způsobem bylo první olympijské zlato pro dánské plavání od vítězství Karen Harup na Letních olympijských hrách 1948 v Londýně.